# Fünf Regentenhäuser
Die Fünf Regentenhäuser (jap. 摂関家, sekkanke, 五摂家, go-sekke oder 摂家, sekke) sind fünf japanische Adelsfamilien (Kuge) des Fujiwara-Klans, die das Vorrecht hatten, den kaiserlichen Regenten (Sesshō und Kampaku) am Kaiserhof in Kyoto zu stellen. Sie hielten das Monopol auf dieses Amt vom 12. bis ins 19. Jahrhundert. Im Einzelnen sind diese fünf Häuser die Konoe, die Takatsukasa, die Kujō, die Ichijō und die Nijō.
Zur weitverzweigten Fujiwara-Familie gehörten auch noch andere Linien, doch nur die fünf Sekke waren berechtigt, den Regenten zu stellen. Dadurch waren sie die mächtigsten Familien unter den Kuge.
Während das japanische Kaiserhaus seine Herkunft auf Amaterasu zurückführt, stammt die Fujiwara-Familie der eigenen Familienlegende nach von einer anderen Kami, Ame-no-Koyane, ab. Damit sind diese beiden die einzigen japanischen Familien, die göttliche Ahnen für sich beanspruchen. Darauf basiert auch die Tradition, dass ein Tennō (Kaiser) nur eine Frau aus den Fujiwara oder dem Kaiserhaus selbst zur Frau nehmen darf – demnach muss die Kaiserin ebenfalls göttliche Ahnen haben.
Tatsächlich stammten alle Kaisergemahlinnen von der Heian-Zeit bis zur Edo-Zeit aus dem Haus Fujiwara, mit einer bemerkenswerten Ausnahme: Tokugawa Masako, Tochter des zweiten Tokugawa-Shogun Hidetada, wurde Ehefrau von Kaiser Go-Mizunoo. Diese Ehe diente vor allem dazu, das Kaiserhaus und das neu errichtete Tokugawa-Shogunat aneinander zu binden.